# Ellis Township (Iowa)
Ellis Township est un township, du comté de Hardin en Iowa, aux États-Unis,.
Le township est fondé en 1856, et nommé en référence au juge d'Eldora, Ellis Parker.

## Source de la traduction
- (en) Cet article est partiellement ou en totalité issu de l’article de Wikipédia en anglais intitulé « Ellis Township, Hardin County, Iowa » (voir la liste des auteurs).